# Democracia Corinthiana
A Democracia Corinthiana foi um movimento surgido na década de 1980 no time brasileiro de futebol Corinthians, liderado por um grupo de futebolistas politizados como Sócrates, Wladimir, Casagrande e Zenon. Constituiu o maior movimento ideológico da história do futebol brasileiro.
Este foi um período da história do clube no qual decisões importantes como contratações, regras de concentração, direito ao consumo de bebidas alcoólicas em público, liberdade para expressar opiniões políticas e outros, eram decididas através do voto igualitário de seus membros, de modo que o voto do técnico, por exemplo, valia tanto quanto o de um funcionário ou jogador. Isso criou uma espécie de "autogestão" do time, algo revolucionário para o contexto em que estava inserido.

## História

### Contexto

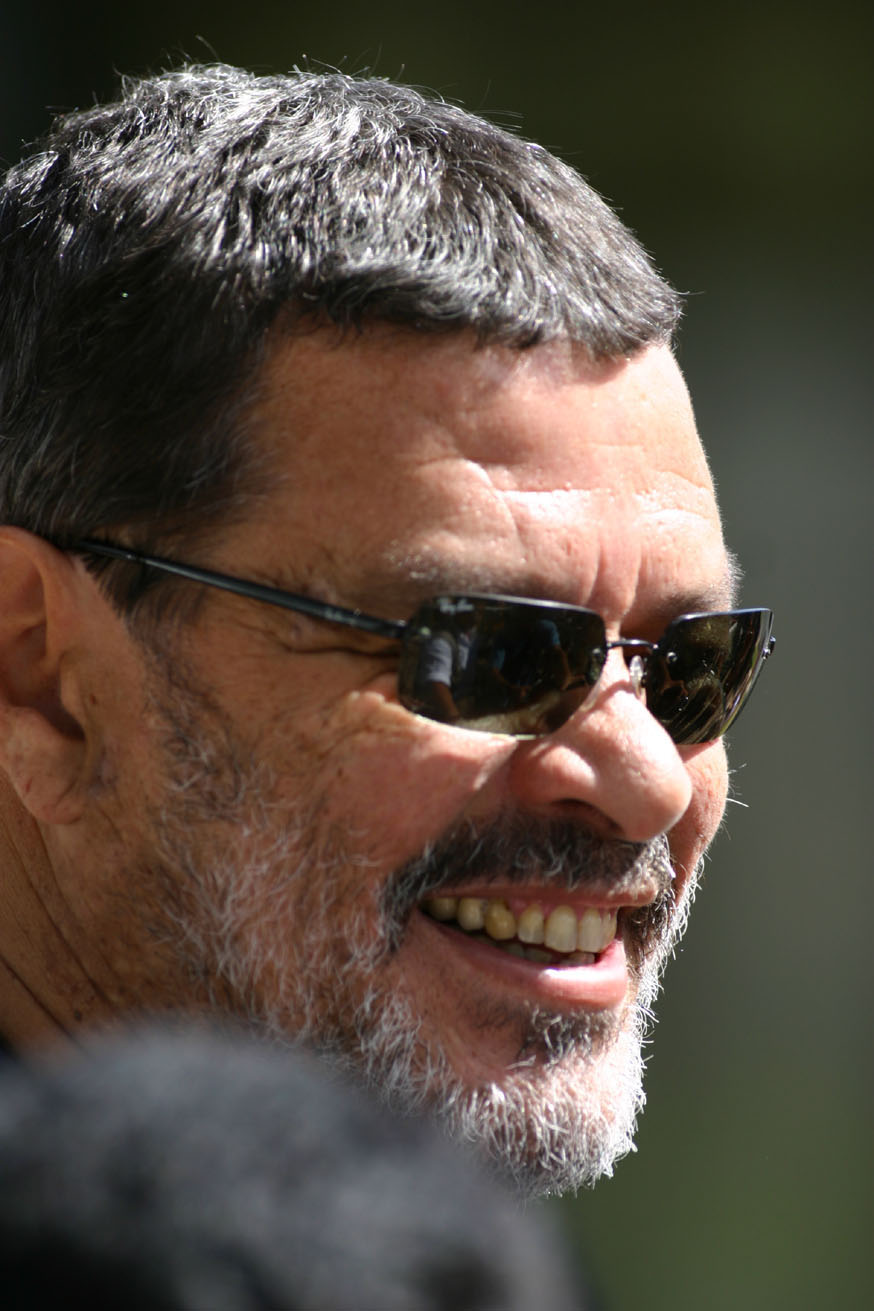
Sócrates, um dos maiores ídolos da história do Corinthians e idealizador da Democracia Corinthiana

Em 1981, o Corinthians vinha de uma péssima campanha no campeonato brasileiro, assim como no Campeonato Paulista. Em abril de 1982, porém, acaba a gestão de Vicente Matheus na presidência, e Waldemar Pires é eleito para assumir o clube. Pires escolheu um sociólogo como diretor de futebol do time, Adilson Monteiro Alves, descrito por Gilvan Ribeiro, no livro "Casagrande e seus demônios", como "um jovem sociólogo com ideias revolucionárias para a administração esportiva". Adílson primava por ouvir os jogadores e outros membros da equipe corinthiana. Somando este fator à presença de jogadores politizados no elenco, como Sócrates e Wladimir, iniciou-se, dessa forma, uma revolução dentro do Corinthians.

### Fundação
No início dos anos 1980, o publicitário Washington Olivetto foi apresentado a Adilson por Osmar Santos, que conhecera Washington por causa de uma campanha para a Rádio Globo que o publicitário bolara para anunciar a sua contratação. Adilson queria a ajuda do publicitário (que declarara à revista Status que tinha "amor eterno" pelo clube, porém que estava decepcionado com o desempenho pífio do time) para alavancar o marketing do clube e ajudá-lo a reformular a sua estrutura interna. Washington aceitou na condição de que ele trabalhasse de graça e que ninguém tirasse proveito eleitoral da empreitada. Foi então contratado para ocupar um cargo criado para ele: vice-presidente de marketing.
O segundo pedido não foi atendido; os jogadores Zé Maria e Biro-Biro eleger-se-iam vereadores em São Paulo, o primeiro pelo PMDB em 1984 e o segundo pelo PDS em 1988; o próprio Adilson conquistaria uma cadeira de deputado estadual em 1986 pelo PMDB.
O nascimento deste movimento pode ter sido influenciado pelo fato de que em 1982 o Brasil promoveria a primeira eleição para governador desde o golpe militar de 1964. Para discutir o movimento interno corintiano, foi promovido um debate no TUCA com Adison, Sócrates e Washington, sob mediação do jornalista Juca Kfouri. Ao encerrar o evento, Juca disse: "estamos tendo o privilégio de ver nascer a democracia corintiana". Washington anotou o termo num papel e o guardou consigo, e mais tarde este seria o nome escolhido para o movimento.

### A Democracia
Entre outras medidas, os atletas conseguiram a flexibilização de normas rígidas de disciplina e hierarquia e liberaram os casados da concentração. Os atletas só não escolhiam a escalação para os jogos, tarefa ainda a cargo do técnico; todo o resto, inclusive contratações e horário dos treinos, era escolhido por voto.
O "bicho", premiação em dinheiro para jogadores conforme rendimento em campo, passou a ser calculado conforme o público que o time conseguia trazer ao estádio; quanto mais espectadores, mais cada jogador ganhava.
Para ajudar a promover a ideia, Washington montou um conselho de marketing que reunia, entre outros, Walter Clark, Boni, Glória Kalil, Rita Lee e Thomaz Souto Corrêa. Cada um contribuía ao seu modo: Boni, da TV Globo, colocou na então atual novela do canal, Vereda Tropical, um personagem vivido por Mário Gomes que era um jogador do Corinthians. Rita, por sua vez, usava camisetas do movimento em seus shows, que costumavam ser encerrados com Casagrande e Sócrates subindo ao palco.
Conforme o movimento ganhava cartas de apoio do mundo todo, os jogadores procuravam se inteirar sobre a realidade sóciopolítica do Brasil, e por isso eles liam muito. A Democracia Corintiana também ajudou a solidificar a amizade entre os jogadores, que passaram a fazer programas juntos. O psicanalista Flávio Gikovate foi contratado pelo clube para dar apoio aos atletas.
Em campo, a autogestão rendeu gols. O técnico Mário Travaglini levou o time às semifinais do Brasileiro e faturou os campeonatos paulistas de 1982 e 1983. Das 180 partidas que o Corinthians disputou sob a Democracia, 91 terminaram em vitória, 56 em empates e 33 em derrotas. Foram 298 gols marcados e 166 sofridos. Quando Mário pediu demissão em 1983, os próprios jogadores escolheram seu sucessor, na base do voto. O escolhido foi o próprio Zé Maria, que estava em idade de se aposentar dos campos.
O movimento também ajudou os cofres do clube, que livrou-se das dívidas e encerrou o período da Democracia com US$ 3 milhões em caixa (valor atualizado para dezembro de 2004).
A Democracia Corintiana divulgou as eleições de 15 de novembro de 1982 e pediu às pessoas que participassem e que escolhessem candidatos comprometidos com a democracia e contrários ao regime militar. O ativismo não agradou os ditadores, que, na pessoa do então presidente do Conselho Nacional de Desportos Jerônimo Bastos, ameaçaram intervir no clube, que não mudou sua postura.

### Inovação
O Corinthians foi o primeiro clube a utilizar a camisa com dizeres publicitários. Por iniciativa de Washington, o time estampava em suas camisas frases de cunho político, como "Diretas Já" ou "eu quero votar para presidente". Isso no período da ditadura militar, quando os movimentos sociais começavam a se rearticular para a instituição de uma democracia.

### Declínio e fim
A Democracia começou a minguar em 1984, quando Sócrates foi para a Itália e Casagrande para o São Paulo. Em 1985, Pires tentou eleger o pai de Alves, Orlando, como sucessor e foi derrotado. Era o fim. Essa história é contada no livro Democracia Corintiana – A Utopia em Jogo, de Sócrates e Ricardo Gozzi.
A partir de 1984 começa a articulação para criar o Clube dos 13[carece de fontes?], onde a figura do presidente e sua cadeira no clube eram essenciais para o ingresso. Paralelamente, o time amargou resultados ruins nas temporadas de 1984 e 85, e assistiu a clubes como o Fluminense, com modelo clássico de gestão, destacarem-se no cenário nacional. Logo depois, consolidar-se-ia ainda o "futebol moderno" vindo da Europa e trazendo meios privados e gerenciais de gestão de clubes. Houve articulação para voltar ao movimento no final dos anos 80, mas agora sem força, face a "nova ordem do futebol mundial" que despontava com a FIFA, UEFA e a Copa do Mundo de 1990. A Emenda Dante de Oliveira também contribuiu para o fim da Democracia. Sócrates, que afirmou só deixar o Corinthians se ela não fosse aprovada, acabou, depois que ela não passou pelo Congresso, partindo para a Fiorentina, da Itália, que havia feito uma oferta milionária pelo seu passe.

## Documentário
Em 8 de dezembro de 2011 foi lançado oficialmente o documentário Ser Campeão é Detalhe - Democracia Corinthiana sobre o movimento, com depoimentos de personagens da época, inclusive, de Sócrates, a quem o filme foi dedicado e que ganhou uma homenagem durante o lançamento.

## Crítica
Apesar de toda a veneração por parte da mídia e de grande parte da torcida, o movimento também recebeu críticas de atletas como o goleiro Rafael Cammarota:
| “ | De democracia não tinha nada. Era um movimento bom para os que comandavam, mas os outros só batiam palma. A Democracia Corintiana tinha os quatro traíras: Sócrates, Wladimir e Casagrande, que era bocudo, além do Adilson Monteiro Alves. | ” |

E o goleiro Emerson Leão:
| “ | Eu sou muito democrático, adoro democracia. Mas quem não conhece, pensa que o movimento resolvia tudo e não era assim. Primeiro, vencíamos dentro do campo e depois fazer um movimento novo que o Brasil estava precisando. Eu não fazia parte diretamente, mas indiretamente sim. Eu admirava a coragem, principalmente, de seguir uma conduta positiva até hoje. | ” |

Emerson, que foi contratado em meio ao período da Democracia por maioria dos votos, também diria que o movimento era "a única democracia do mundo onde só mandam três: o Sócrates, o Vladimir e o Casagrande".
Além disso, a maioria dos jornalistas da grande imprensa, bem como membros do regime militar, tachava o movimento como o símbolo de jogadores descompromissados e enxergava tudo como uma "bagunça".